# Porcellio ovalis
Porcellio ovalis är en kräftdjursart som beskrevs av Dollfus1893. Porcellio ovalis ingår i släktet Porcellio och familjen Porcellionidae. Inga underarter finns listade i Catalogue of Life.